# Ігай
Ігай (єгипет. Jg3j) — в давньоєгипетській міфології є другорядним богом. Він носив титул «Володар Оазису». Ігай зображується в людській подобі, з двома вас-скіпетрами, що виписують його ім'я на голові.

## Поклоніння

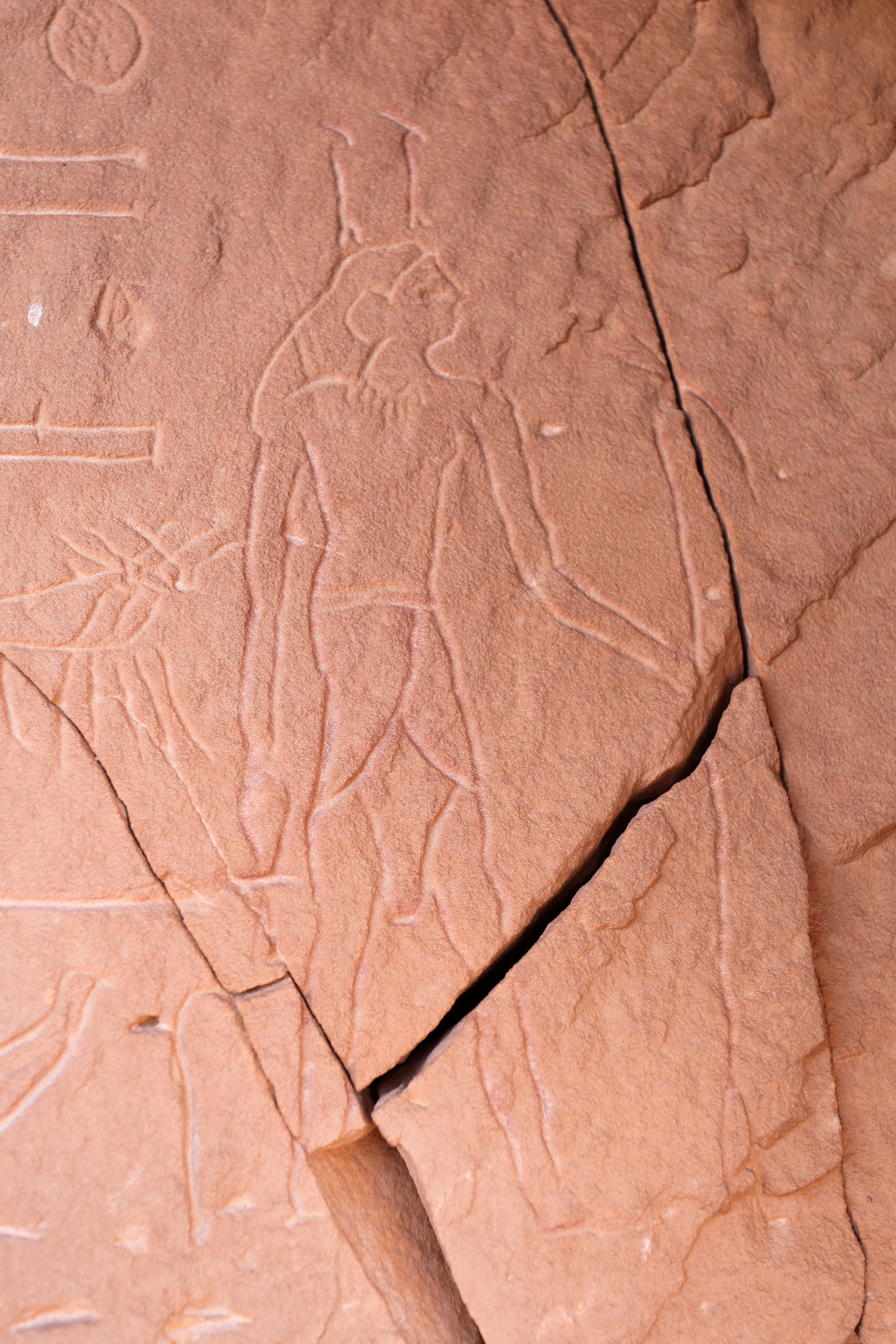
Божество Ігай поруч із запискою експедиції Ідж-мердж та Бебі, Водяна гора Джедефре, Нова долина, Західна пустеля, Єгипет

Ігай згадується в єгипетських джерелах ще за часів Третьої династії та був важливим богом в оазисі Дахла за часів Стародавнього царства. Середнє царство було золотим віком культу Ігая, що дає переважну більшість свідчень. Починаючи з Середнього царства, головним міським центром, присвяченим культу бога в Новій Долині, був 19-й Ном Верхнього Єгипту.
Існує мало артефактів, що документують культ Ігая; поза оазисами ім'я Ігая написано на графіті з похоронного храму Ніусерри (П'ята династія) в Абусірі.
Сет та Ігай — єдині божества, що ототожнюються з епітетом «Володар Оазису».

## Інші асоціації
Динозавр Igai semkhu («Забутий Володар Оазису») названий на честь Ігая; його було виявлено в частині єгипетської пустелі, яка зараз відома як оазис Харга, і він належить до кампанської епохи пізнього крейдового періоду.